# Lottia gigantea
Lottia gigantea is een slakkensoort uit de familie van de Lottiidae. De wetenschappelijke naam van de soort is voor het eerst geldig gepubliceerd in 1834 door Gray in G. B. Sowerby I.